# Túmulo de Mir Bozorg
O Mausoléu de Mir Bozorg é o lugar do enterro tradicional de Mir-i Buzurg fundador da dinastia Marashis.